# Niña del desastre
La niña del desastre (en inglés: Disaster Girl) es una fotografía ampliamente compartida de una niña mirando a la cámara mientras una casa se quema detrás de ella.
La niña de la imagen, Zoe Roth, tenía cuatro años cuando se tomó la foto en 2005. Se vendió por 470 000 dólares en una subasta el 29 de abril de 2021.
La familia Roth vivía cerca de una estación de bomberos y mientras veían cómo se quemaba una casa para entrenar, el padre de Zoe le tomó una foto mientras ella sonreía de una manera que sugería que había iniciado el fuego y estaba feliz por ello. La foto se hizo famosa en 2008 cuando ganó un concurso Emotion Capture en la revista JPG. Zoe había dado permiso para usar la imagen en material educativo, pero la foto se había usado cientos de veces para varios propósitos sin que los Roth tuvieran el control. Después de recibir un correo electrónico en febrero de 2021 sugiriendo que vendiera el meme como NFT por hasta «seis cifras», Roth decidió vender la copia original. El 17 de abril de 2021, Roth vendió la foto, ahora un NFT, por el equivalente a $486 716 dólares a un coleccionista identificado solo como @3FMusic. Esto permitió a la familia controlar la distribución de la imagen y retuvo los derechos de autor y el 10 por ciento de las ganancias cuando se vendió la NFT.